# أبو قرن سيريلانكي رمادي
أبو قرن سيريلانكي رمادي (الإسم العلمي:Alauda gulgula)، هو نوع من الطيور من فصيلة أبو قرن، يستوطن في سيريلانكا، يعيش في الغابات ويتغذى على التين، كما يأكل القوارص الصغيرة في بعض الأحيان والزواحف والحشرات، يبلغ طوله تقريباً 45 سم، لديه أجنحة رمادية، ويكسوه البياض من ناحية البطن.